# Ecuaciones cuasi-geostróficas
Mientras que el movimiento geostrófico se refiere al viento que resultaría de un equilibrio exacto entre la fuerza de Coriolis y las fuerzas de gradiente de presión horizontales, el movimiento cuasi-geostrófico (QG) se refiere a flujos donde la fuerza de Coriolis y las fuerzas de gradiente de presión están casi en equilibrio, pero con la inercia también teniendo un efecto.

## Origen
Los flujos atmosféricos y oceanográficos tienen lugar en escalas de longitud horizontal que son muy grandes en comparación con su escala de longitud vertical, por lo que pueden describirse utilizando las ecuaciones de aguas poco profundas. El número de Rossby es un número adimensional que caracteriza la fuerza de la inercia en comparación con la fuerza de la fuerza de Coriolis. Las ecuaciones cuasi-geostróficas son aproximaciones a las ecuaciones de aguas poco profundas en el límite del pequeño número de Rossby, de modo que las fuerzas de inercia son un orden de magnitud más pequeñas que las fuerzas de Coriolis y de presión. Si el número de Rossby es igual a cero, recuperamos el flujo geostrófico.
Las ecuaciones cuasi-geostróficas fueron formuladas por primera vez por Jule Charney.

## Derivación de las ecuaciones QG de una sola capa
En coordenadas cartesianas, los componentes del viento geostrófico son:
{\displaystyle {f_{0}}{v_{g}}={\partial \Phi  \over \partial x}} (1a)
{\displaystyle {f_{0}}{u_{g}}=-{\partial \Phi  \over \partial y}} (1b)
on {\displaystyle {\Phi }} és el geopotencial.
La vorticidad geostrófica:
{\displaystyle {\zeta _{g}}={{\hat {\mathbf {k} }}\cdot \nabla \times \mathbf {V_{g}} }}
por tanto, es posible expresarla en términos de geopotencial con:
{\displaystyle {\zeta _{g}}={{\partial v_{g} \over \partial x}-{\partial u_{g} \over \partial y}={1 \over f_{0}}\left({{\partial ^{2}\Phi  \over \partial x^{2}}+{\partial ^{2}\Phi  \over \partial y^{2}}}\right)={1 \over f_{0}}{\nabla ^{2}\Phi }}} (2)
L'equació (2) es pot utilitzar per trobar {\displaystyle {\zeta _{g}(x,y)}} a partir d'un camp conegut {\displaystyle {\Phi (x,y)}}. Alternativament, també es pot utilitzar per determinar {\displaystyle {\Phi }} a partir d'una distribució coneguda de {\displaystyle {\zeta _{g}}} invertint l'operador laplacià.
L'equació de vorticitat quasigeostròfica es pot obtenir a partir dels components {\displaystyle {x}} i {\displaystyle {y}} de l'equació del moment quasi geostròfic que després es pot derivar de l'equació del moment horitzontal
{\displaystyle {D\mathbf {V}  \over Dt}+f{\hat {\mathbf {k} }}\times \mathbf {V} =-\nabla \Phi } (3)

La derivada material a (3) es defineix per
{\displaystyle {{D \over Dt}={\left({\partial  \over \partial t}\right)_{p}}+{\left({\mathbf {V} \cdot \nabla }\right)_{p}}+{\omega {\partial  \over \partial p}}}} (4)
on {\displaystyle {\omega ={Dp \over Dt}}} és el canvi de pressió després del moviment.
La velocitat horitzontal {\displaystyle {\mathbf {V} }} es pot separar en una geostròfica {\displaystyle {\mathbf {V_{g}} }} i una ageostròfica {\displaystyle {\mathbf {V_{a}} }} part
{\displaystyle {\mathbf {V} =\mathbf {V_{g}} +\mathbf {V_{a}} }} (5)

Dues hipòtesis importants de l'aproximació quasigeostròfica són
1. {\displaystyle {\mathbf {V_{g}} \gg \mathbf {V_{a}} }}, o, més precisament {\displaystyle {|\mathbf {V_{a}} | \over |\mathbf {V_{g}} |}\sim O({\text{Rossby number}})}.
2. l'aproximació del pla beta {\displaystyle {f=f_{0}+\beta y}} with {\displaystyle {{\frac {\beta y}{f_{0}}}\sim O({\text{Nombre de Rossby}})}}

La segona hipòtesi justifica deixar que el paràmetre de Coriolis tingui un valor constant {\displaystyle {f_{0}}} en l'aproximació geostròfica i aproximant la seva variació en el terme de força de Coriolis mitjançant {\displaystyle {f_{0}+\beta y}}. Tanmateix, com que l'acceleració que segueix el moviment, que es dóna a (1) com a diferència entre la força de Coriolis i la força del gradient de pressió, depèn de la sortida del vent real del vent geostròfic, no és permissible simplement substituir el velocitat per la seva velocitat geostròfica en el terme de Coriolis. L'acceleració a (3) es pot reescriure com a
{\displaystyle {f{\hat {\mathbf {k} }}\times \mathbf {V} +\nabla \Phi }={(f_{0}+\beta y){\hat {\mathbf {k} }}\times (\mathbf {V_{g}} +\mathbf {V_{a}} )-f_{0}{\hat {\mathbf {k} }}\times \mathbf {V_{g}} }={f_{0}{\hat {\mathbf {k} }}\times \mathbf {V_{a}} +\beta y{\hat {\mathbf {k} }}\times \mathbf {V_{g}} }} (6)

Per tant, l'equació del moment horitzontal aproximat té la forma
{\displaystyle {D_{g}\mathbf {V_{g}}  \over Dt}={-f_{0}{\hat {\mathbf {k} }}\times \mathbf {V_{a}} -\beta y{\hat {\mathbf {k} }}\times \mathbf {V_{g}} }} (7)

Expressant l'equació (7) en termes dels seus components,
{\displaystyle {{D_{g}u_{g} \over Dt}-{f_{0}v_{a}}-{\beta yv_{g}}=0}} (8a)
{\displaystyle {{D_{g}v_{g} \over Dt}+{f_{0}u_{a}}+{\beta yu_{g}}=0}} (8b)

Prenent {\displaystyle {{\partial (8b) \over \partial x}-{\partial (8a) \over \partial y}}}, i observant que el vent geostròfic no és divergent (és a dir, {\displaystyle {\nabla \cdot \mathbf {V} =0}}), l'equació de vorticitat és
{\displaystyle {{D_{g}\zeta _{g} \over Dt}=-f_{0}\left({{\partial u_{a} \over \partial x}+{\partial v_{a} \over \partial y}}\right)-\beta v_{g}}} (9)

Perquè {\displaystyle {f}} només depèn de {\displaystyle {y}} (és a dir, {\displaystyle {{D_{g}f \over Dt}=\mathbf {V_{g}} \cdot \nabla f=\beta v_{g}}}) i que la divergència del vent ageostròfic es pot escriure en termes de {\displaystyle {\omega }} a partir de l'equació de continuïtat
{\displaystyle {{\partial u_{a} \over \partial x}+{\partial v_{a} \over \partial y}+{\partial \omega  \over \partial p}=0}}

per tant, l'equació (9) es pot escriure com
{\displaystyle {{\partial \zeta _{g} \over \partial t}={-\mathbf {V_{g}} \cdot \nabla ({\zeta _{g}+f})}-{f_{0}{\partial \omega  \over \partial p}}}} (10)

### La misma identidad usando el geopotencial
Definint la tendència geopotencial {\displaystyle {\chi ={\partial \Phi  \over \partial t}}} i observant que la diferenciació parcial es pot invertir, l'equació (10) es pot reescriure en termes de {\displaystyle {\chi }} com
{\displaystyle {{1 \over f_{0}}{\nabla ^{2}\chi }={-\mathbf {V_{g}} \cdot \nabla \left({{1 \over f_{0}}{\nabla ^{2}\Phi }+f}\right)}+{f_{0}{\partial \omega  \over \partial p}}}} (11)

El costat dret de l'equació (11) depèn de les variables {\displaystyle {\Phi }} i {\displaystyle {\omega }}. A partir de l'equació de l'energia termodinàmica es pot derivar una equació anàloga depenent d'aquestes dues variables
{\displaystyle {{{\left({{\partial  \over \partial t}+{\mathbf {V_{g}} \cdot \nabla }}\right)\left({-\partial \Phi  \over \partial p}\right)}-\sigma \omega }={kJ \over p}}} (12)

on {\displaystyle {\sigma ={-RT_{0} \over p}{d\log \Theta _{0} \over dp}}} i {\displaystyle {\Theta _{0}}} és la temperatura potencial corresponent a la temperatura de l'estat bàsic. A la troposfera mitjana, {\displaystyle {\Theta _{0}}} ≈ {\displaystyle {2.5\times 10^{-6}\mathrm {m} {^{2}}\mathrm {Pa} ^{-2}\mathrm {s} ^{-2}}}.

Multiplicant (12) per {\displaystyle {f_{0} \over \sigma }} i diferenciant respecte a {\displaystyle {p}} i utilitzant la definició de {\displaystyle {\chi }} s'obté
{\displaystyle {{{\partial  \over \partial p}\left({{f_{0} \over \sigma }{\partial \chi  \over \partial p}}\right)}=-{{\partial  \over \partial p}\left({{f_{0} \over \sigma }{\mathbf {V_{g}} \cdot \nabla }{\partial \Phi  \over \partial p}}\right)}-{{f_{0}}{\partial \omega  \over \partial p}}-{{f_{0}}{\partial  \over \partial p}\left({kJ \over \sigma p}\right)}}} (13)

Si, per simplificar, {\displaystyle {J}} es va establir a 0, eliminant {\displaystyle {\omega }} a les equacions (11) i (13) es produiria
{\displaystyle {{\left({\nabla ^{2}+{{\partial  \over \partial p}\left({{f_{0}^{2} \over \sigma }{\partial  \over \partial p}}\right)}}\right){\chi }}=-{{f_{0}}{\mathbf {V_{g}} \cdot \nabla }\left({{{1 \over f_{0}}{\nabla ^{2}\Phi }}+f}\right)}-{{\partial  \over \partial p}\left({{-}{f_{0}^{2} \over \sigma }{\mathbf {V_{g}} \cdot \nabla }\left({\partial \Phi  \over \partial p}\right)}\right)}}} (14)

L'equació (14) sovint s'anomena equació de tendència del geopotencial. Relaciona la tendència geopotencial local (terme A) amb la distribució d'advecció de vorticitat (terme B) i l'advecció de gruix (terme C).

### La misma identidad usando la vorticidad potencial cuasi-geostrófica
Utilitzant la regla de diferenciació de la cadena, el terme C es pot escriure com
{\displaystyle {-{{\mathbf {V_{g}} \cdot \nabla }{\partial  \over \partial p}\left({{f_{0}^{2} \over \sigma }{\partial \Phi  \over \partial p}}\right)}-{{f_{0}^{2} \over \sigma }{\partial \mathbf {V_{g}}  \over \partial p}{\cdot \nabla }{\partial \Phi  \over \partial p}}}} (15)

Però a partir de la relació del vent tèrmic,
{\displaystyle {{f_{0}{\partial \mathbf {V_{g}}  \over \partial p}}={{\hat {\mathbf {k} }}\times \nabla \left({\partial \Phi  \over \partial p}\right)}}}.

En altres paraules,{\displaystyle {\partial \mathbf {V_{g}}  \over \partial p}} is perpendicular to {\displaystyle {\nabla ({\partial \Phi  \over \partial p})}} i el segon terme de l'equació (15) desapareix.
El primer terme es pot combinar amb el terme B de l'equació (14) que, després de la divisió per {\displaystyle {f_{0}}}, es pot expressar en forma d'una equació de conservació
{\displaystyle {{\left({{\partial  \over \partial t}+{\mathbf {V_{g}} \cdot \nabla }}\right)q}={D_{g}q \over Dt}=0}} (16)

on {\displaystyle {q}} és la vorticitat potencial quasigeostròfica definida per
{\displaystyle {q={{{1 \over f_{0}}{\nabla ^{2}\Phi }}+{f}+{{\partial  \over \partial p}\left({{f_{0} \over \sigma }{\partial \Phi  \over \partial p}}\right)}}}} (17)

Els tres termes de l'equació (17) són, d'esquerra a dreta, la vorticitat relativa geostròfica, la vorticitat planetària i la vorticitat d'estirament.

## Implicaciones
A medida que una parcela de aire se mueve en la atmósfera, sus vorticidades relativas, planetarias y de extensión pueden cambiar, pero la ecuación (17) muestra que la suma de las tres debe conservarse siguiendo el movimiento geostrófico.
La ecuación (17) se puede utilizar para encontrar {\displaystyle {q}} de un campo conocido {\displaystyle {\Phi }}. Alternativamente, también se puede utilizar para predecir la evolución del campo geopotencial dada una distribución inicial de {\displaystyle {\Phi }} y condiciones de contorno adecuadas mediante el uso de un proceso de inversión.
Más importante aún, el sistema cuasi-geostrófico reduce las ecuaciones primitivas de cinco variables a un sistema de una ecuación donde todas las variables como {\displaystyle {u_{g}}}, {\displaystyle {v_{g}}} y {\displaystyle {T}} se puede obtener de {\displaystyle {q}} o altura {\displaystyle {\Phi }}.
También porque {\displaystyle {\zeta _{g}}} and {\displaystyle {\mathbf {V_{g}} }} ambos se definen en términos de {\displaystyle {\Phi (x,y,p,t)}}, la ecuación de vorticidad se puede utilizar para diagnosticar el movimiento vertical siempre que los campos de ambos {\displaystyle {\Phi }} and {\displaystyle {\partial \Phi  \over \partial t}} son conocidos.